# 陶山賢治
陶山 賢治（すやま けんじ、1949年12月26日 - ）は、日本の元新聞記者、元ニュースキャスター、ラジオパーソナリティ、会社役員。MBC開発代表取締役。元読売新聞社社員。

## 人物
山口県出身。1974年に読売新聞社へ入社後、西部本社社会部記者、デスク等を歴任。1996年に同社を退職し、同年10月にMBCへ中途入社(マイエフピーのセミナーでのプロフィールより)。報道制作本部次長や報道制作本部局長時代に「陶山賢治の時の風」編集長・キャスターや、県内のメディア関連の講演会の司会や座長も務めた。編成本部長時代に地上デジタル放送開始の準備を進めた。その後、常務取締役経営企画本部長・財務・人事・経営戦略担当を経て、2008年に経理不正が発覚し経営陣が入れ替ったMBCの子会社のMBC開発の代表取締役社長に就任。後に代表取締役社長を退任し、現在は代表取締役を担当。

## 担当番組
現在（ラジオ）
- 陶山賢治の風まかせ（土曜17:50 - 18:00）

過去（テレビ）
- 陶山賢治の時の風（1997年4月5日 - 2006年3月25日） - 編集長・キャスター
- どーんと鹿児島（不定期） - 報道系の特集回に出演
- MBCニュース（不定期） - 昼に担当経験あり

過去（ラジオ）
- 陶山賢治のぶにせんもえ